# 陈百成
陈百成（1947年—），河北隆化人，满族，中华人民共和国医学家、第十一届全国人民代表大会河北地区代表。
毕业于河北医科大学临床医学专业。加入民盟，担任河北医科大学第三医院大骨科、关节外科主任。2008年起担任全国人大代表。